# Maria Goundorina
Maria Goundorina, född 27 april 1978, är en rysk kördirigent från Nowossokolniki, Pskov oblast, Ryssland. Hon har bland annat studerat vid Moskvas konservatorium, är diplomerad av Kungliga musikhögskolan i Stockholm och har även bedrivit fleråriga musikstudier i Wien.
Goundorina är sedan 2010 dirigent för Uppsalakören Allmänna Sången. 2021-2024 var hon dessutom dirigent och konstnärlig ledare för Sveriges Ungdomskör. Hon har också varit verksam som dirigent för bland annat Västgöta nations manskör Korgossarna och Uppsala vokalensemble.
År 2023 blev Goundorina tilldelad Föreningen Sveriges Körledares pris för Årets körledare 2023.
Hon arbetar sedan hösten 2014 som kördirigent på Stockholms estetiska gymnasium.

## Tidigare körer
- Östgöta nations kör Sånggripen
- Uppsala Vokalensemble
- Sveriges Ungdomskör